# Telrad
Telrad — израильская телекоммуникационная компания, производитель оборудования связи на Среднем Востоке. Основана в 1951 году. Штаб-квартира расположена в Лоде.

## История
Основанная в 1951 году, компания «Telrad» начала свою деятельность в телекоммуникационной промышленности с того, что собирала телефонные аппараты для Министерства связи Израиля. Позднее «Telrad» занялся производством городских и офисных электромеханических станций. В 1978 г. «Telrad» представил на рынок Израиля цифровые коммутационные системы. Компания «Telrad» осуществляет свою производственную деятельность по четырем основным направлениям: городские сети, офисные системы, системы передачи данных, «Nortel».
Экспорт составляет значительную часть общей продукции «Telrad».